# ناتالیا کوروستلووا
ناتالیا کوروستلووا (روسی: Ната́лья Серге́евна Коростелёва؛ ۴ اکتبر ۱۹۸۱ – ) اسکی‌باز صحرانوردی اهل روسیه بود.